# Dyskografia Avril Lavigne
Dyskografia Avril Lavigne, kanadyjskiej piosenkarki i autorki piosenek, to, jak do tej pory sześć albumów studyjnych, cztery EP-ki, cztery albumy DVD, dwadzieścia osiem singli, trzydzieści dwa teledyski oraz liczne występy.
Artystka zadebiutowała w 2002 roku albumem Let Go, który dotarł na 2. pozycję notowania Billboard 200 w Stanach Zjednoczonych. Produkcja osiągnęła natomiast szczyty zestawień w Australii, Kanadzie oraz Wielkiej Brytanii. „Complicated”, pierwszy singel z albumu, dotarł na 1. miejsce notowań w Australii, 2. miejsce w Stanach Zjednoczonych oraz 3. miejsce w Wielkiej Brytanii. Kolejne single, „Sk8er Boi” oraz „I’m with You”, znalazły się w pierwszej dziesiątce w zestawieniach w USA i Wielkiej Brytanii. Let Go rozszedł się w około 20-milionowym nakładzie na całym świecie i został wyróżniony 6-krotną platyną w Stanach Zjednoczonych.
Drugi album Lavigne, zatytułowany Under My Skin, został wydany w 2004 roku i zadebiutował na szczycie zestawień w kilku państwach, m.in. w Australii, Meksyku, Kanadzie, Japonii, Wielkiej Brytanii i Stanach Zjednoczonych. Sprzedaż albumu przekroczyła nakład 15 milionów kopii. „Don’t Tell Me”, pierwszy singel z albumu, dotarł do pierwszej piątki w zestawieniach w Wielkiej Brytanii i Kanadzie oraz do pierwszej dziesiątki w Australii, a także na Billboard Hot 100 w USA. Inne single z albumu to: „Nobody’s Home” (Top 40 w USA), „He Wasn’t” (Top 40 w Wielkiej Brytanii i Australii, nie wydany w USA) oraz „Fall to Pieces” (nienotowany).
Trzeci album The Best Damn Thing, został wydany w 2007 roku. Główny singel, „Girlfriend”, osiągnął szczyt notowania Billboard Hot 100 w tym samym tygodniu, kiedy to album zadebiutował na 1. miejscu zestawienia Billboard 200. Singel zanotował 1. miejsce także w Australii, Kanadzie i Włoszech, a 2. pozycję we Francji i w Wielkiej Brytanii. Drugi singel, zatytułowany „When You’re Gone”, był notowany na 3. miejscu w Wielkiej Brytanii, w pierwszej piątce w Australii i Włoszech, pierwszej dziesiątce w Kanadzie i był bardzo bliki dostania się do pierwszej dwudziestki w Stanach Zjednoczonych. „Hot” – trzeci singel z albumu osiągnął najmniejszy sukces notując w Stanach Zjednoczonych zaledwie 95. pozycję. W Kanadzie dotarł do pierwszej dziesiątki, a w Australii do pierwszej dwudziestki zestawienia. Album sprzedał się w nakładzie 7.5 milionów kopii na całym świecie.
Czwarty album Goodbye Lullaby odniósł mniejszy sukces, niż jego poprzedniki. Singiel „What the Hell” osiągnął 11. pozycję w Stanach Zjednoczonych. „Smile” uzyskało pozycje poniżej 20 w krajach, a „Wish You Were Here” dotarł do 64. miejsca w USA. Album rozszedł się w nakładzie 4,5 miliona kopii.
Piąty album Avril – Avril Lavigne nie odniósł dużego sukcesu. Do tej pory sprzedano około 800 tysięcy kopii płyty, zaś single „Here’s To Never Growing Up”, „Rock n’ Roll”, „Let Me Go” i „Hello Kitty” nie uzyskały wysokich notowań na listach przebojów.

## Albumy

### Albumy studyjne
| Rok  | Album                                                                                      | Pozycja na liście | Pozycja na liście | Pozycja na liście | Pozycja na liście | Pozycja na liście | Pozycja na liście | Pozycja na liście | Pozycja na liście | Pozycja na liście | Pozycja na liście | Nakład              | Certyfikaty |
| Rok  | Album                                                                                      | US                | AUS               | CAN               | FRA               | GER               | IRE               | NL                | NZ                | SWE               | UK                | Nakład              | Certyfikaty |
| ---- | ------------------------------------------------------------------------------------------ | ----------------- | ----------------- | ----------------- | ----------------- | ----------------- | ----------------- | ----------------- | ----------------- | ----------------- | ----------------- | ------------------- | --- |
| 2002 | Let Go - Data: 4 czerwca 2002 - Wydawca: Arista - Format: CD                               | 2                 | 1                 | 1                 | 13                | 2                 | 1                 | 4                 | 1                 | 6                 | 1                 | - świat: 16 000 000 | - US: 6× platyna - AUS: 7× platyna - CAN: diament - EU: 2× platyna - JPN: diament - UK: 5× platyna - POL: złoto |
| 2004 | Under My Skin - Data: 24 maja 2004 - Wydawca: Arista - Format: CD, digital download        | 1                 | 1                 | 1                 | 4                 | 1                 | 1                 | 13                | 7                 | 14                | 1                 | - świat: 10 000 000 | - US: 3× platyna - AUS: platyna - CAN: 5× platyna - EU: platyna - JPN: diament - UK: platyna                    |
| 2007 | The Best Damn Thing - Data: 17 kwietnia 2007 - Wydawca: RCA - Format: CD, digital download | 1                 | 2                 | 1                 | 3                 | 1                 | 1                 | 8                 | 2                 | 6                 | 1                 | - świat: 8 000 000  | - US: platyna - AUS: 2× platyna - CAN: 2× platyna - EU: platyna - JPN: diament - UK: platyna - POL: złoto       |
| 2011 | Goodbye Lullaby - Data: 2 marca 2011 - Wydawca: RCA - Format: CD, digital download         | 4                 | 1                 | 2                 | 4                 | 4                 | 12                | 11                | 7                 | 10                | 9                 | - świat: 2 000 000  | - JPN: platyna - AUS: złoto                                                                                     |
| 2013 | Avril Lavigne - Data: 5 listopada 2013 - Wydawca: Epic - Format: CD, digital               | 5                 | 7                 | 4                 | 30                | 15                |                   |                   | 8                 | 39                | 14                | - świat: 650 000    | - US: złoto - JPN: złoto - CAN: złoto                                                                           |
| 2019 | Head Above Water - Data: 15 lutego 2019 - Wydawca: BMG - Format: CD, digital               |                   |                   |                   |                   |                   |                   |                   |                   |                   |                   |                     | |

### EP
| Rok  | Album                                                                         |
| ---- | ----------------------------------------------------------------------------- |
| 2003 | Angus Drive - Wydany: 1 maja 2003 - Format: CD                                |
| 2003 | Try to Shut Me Up - Wydany: 27 maja 2003 - Format: digital download           |
| 2004 | Live Acoustic - Wydany: 1 lipca 2004 - Formats: CD, digital download          |
| 2008 | Control Room – Live EP - Wydany: 15 kwietnia 2008 - Formats: digital download |

### DVD
1. My World (2003)
2. Live at Budokan: Bonez Tour (2005)
3. The Best Damn Tour: Live in Toronto (2008)

## Single
| Rok  | Singel                       | Pozycja na liście | Pozycja na liście | Pozycja na liście | Pozycja na liście | Pozycja na liście | Pozycja na liście | Pozycja na liście | Pozycja na liście | Pozycja na liście | Pozycja na liście | Certyfikaty                                                                     | Album               |
| Rok  | Singel                       | US                | AUS               | AUT               | CAN               | FRA               | GER               | IRE               | NZ                | SWE               | UK                | Certyfikaty                                                                     | Album               |
| ---- | ---------------------------- | ----------------- | ----------------- | ----------------- | ----------------- | ----------------- | ----------------- | ----------------- | ----------------- | ----------------- | ----------------- | ------------------------------------------------------------------------------- | ------------------- |
| 2002 | „Complicated”                | 2                 | 1                 | 2                 | 21                | 21                | 3                 | 1                 | 1                 | 2                 | 3                 | - AUS: 2× platyna - AUT: złoto - NZ: platyna                                    | Let Go              |
| 2002 | „Sk8er Boi”                  | 10                | 3                 | 7                 | 29                | 28                | 18                | 3                 | 2                 | 12                | 8                 | - US: platyna - AUS: platyna - NZ: platyna                                      | Let Go              |
| 2002 | „I’m with You”               | 4                 | –                 | 13                | 18                | 34                | 13                | 5                 | 5                 | 11                | 7                 | - US: platyna                                                                   | Let Go              |
| 2003 | „Losing Grip”                | 64                | 20                | 40                | –                 | –                 | 43                | 18                | –                 | –                 | 22                | - US: złoto                                                                     | Let Go              |
| 2004 | „Don’t Tell Me”              | 22                | 10                | 12                | 5                 | 53                | 10                | 9                 | 15                | 30                | 5                 | - US: złoto - AUS: złoto                                                        | Under My Skin       |
| 2004 | „My Happy Ending”            | 9                 | 6                 | 8                 | 11                | 39                | 17                | 7                 | –                 | 11                | 5                 | - US: złoto - AUS: złoto                                                        | Under My Skin       |
| 2004 | „Nobody’s Home”              | 41                | 24                | 20                | –                 | 24                | 29                | 19                | –                 | –                 | 24                | - US: złoto                                                                     | Under My Skin       |
| 2005 | „He Wasn’t”                  | –                 | 25                | 35                | –                 | –                 | 29                | 35                | 38                | –                 | 23                | –                                                                               | Under My Skin       |
| 2006 | „Keep Holding On”            | 17                | –                 | –                 | 14                | –                 | –                 | –                 | –                 | –                 | 175               | - US: złoto                                                                     | The Best Damn Thing |
| 2007 | „Girlfriend”                 | 1                 | 1                 | 1                 | 1                 | 2                 | 3                 | 1                 | 1                 | 1                 | 2                 | - US: 2× platyna - AUS: 4× platyna - AUT: złoto - CAN: 8× platyna - NZ: platyna | The Best Damn Thing |
| 2007 | „When You’re Gone”           | 24                | 4                 | 10                | 8                 | 17                | 17                | 4                 | 26                | 8                 | 3                 | - US: złoto - AUS: platyna - CAN: złoto                                         | The Best Damn Thing |
| 2007 | „Hot”                        | 95                | 14                | 17                | 10                | –                 | 26                | 19                | 30                | 53                | 30                | - AUS: złoto                                                                    | The Best Damn Thing |
| 2008 | „The Best Damn Thing”        | 107               | –                 | 51                | 76                | –                 | 64                | –                 | –                 | –                 | –                 | –                                                                               | The Best Damn Thing |
| 2010 | „Alice”                      | 71                | 39                | 19                | 51                | –                 | 27                | –                 | –                 | –                 | 59                | –                                                                               | Almost Alice        |
| 2011 | „What the Hell”              | 11                | 6                 | 20                | 8                 | 18                | 21                | 30                | 5                 | 51                | 16                | - AUS: platyna - NZ: złoto                                                      | Goodbye Lullaby     |
| 2011 | „Smile”                      | –                 | 33                | –                 | –                 | –                 | –                 | –                 | 42                | –                 | –                 | - US: złoto                                                                     | Goodbye Lullaby     |
| 2011 | „Wish You Were Here”         | 65                | –                 | –                 | 64                | –                 | –                 | –                 | –                 | –                 | –                 |                                                                                 | Goodbye Lullaby     |
| 2013 | „Here’s to Never Growing Up” | 20                | 15                | 49                | 17                | 63                | 60                | 7                 | 24                | –                 | 14                | - CAN: platyna - AUS: platyna - USA: platyna                                    | Avril Lavinge       |
| 2013 | „Rock n Roll”                | 91                | 45                |                   | 37                |                   |                   |                   |                   |                   |                   | JAP: złoto                                                                      | Avril Lavinge       |
| 2013 | „Let Me Go”                  | 78                | 77                | 32                | 12                |                   | 63                |                   |                   |                   |                   | CAN: złoto                                                                      | Avril Lavinge       |
| 2014 | „Hello Kitty”                | 75                |                   |                   |                   |                   |                   |                   |                   |                   |                   |                                                                                 | Avril Lavinge       |
| 2015 | „Give You What You Like”     | –                 | –                 | –                 | –                 | –                 | –                 | –                 | –                 | –                 | –                 |                                                                                 | Avril Lavinge       |
| 2015 | „Fly”                        |                   |                   |                   | 92                |                   |                   |                   |                   |                   |                   |                                                                                 | –                   |
| 2018 | „Head Above Water”           | 64                | 75                | 30                | 37                | 58                | 69                | 93                |                   |                   | 84                |                                                                                 | Head Above Water    |
| 2018 | „Tell Me It’s Over”          |                   |                   |                   |                   |                   |                   |                   |                   |                   |                   |                                                                                 | Head Above Water    |
| 2019 | „Dumb Blonde”                |                   |                   |                   |                   |                   |                   |                   |                   |                   |                   |                                                                                 | Head Above Water    |

## Strony B
| Rok  | B-Side                      | Singel            |
| ---- | --------------------------- | ----------------- |
| 2002 | „I Don’t Give”              | „Complicated”     |
| 2002 | „Why”                       | „Complicated”     |
| 2002 | „Get Over It”               | „Sk8er Boi”       |
| 2004 | „Take It”                   | „My Happy Ending” |
| 2004 | „Knockin’ on Heaven’s Door” | „Nobody’s Home”   |
| 2004 | „I Always Get What I Want”  | „Nobody’s Home”   |
| 2007 | „Alone”                     | „Girlfriend”      |

## Teledyski
| Rok  | Singel                                              | Reżyser             |
| ---- | --------------------------------------------------- | ------------------- |
| 2002 | „Complicated”                                       | The Malloys         |
| 2002 | „Sk8er Boi”                                         | Francis Lawrence    |
| 2002 | „I’m with You”                                      | David LaChapelle    |
| 2003 | „Losing Grip”                                       | Liz Friedlander     |
| 2003 | „Knockin’ on Heaven’s Door”                         | Marc Lostracco      |
| 2004 | „Don’t Tell Me”                                     | Liz Friedlander     |
| 2004 | „My Happy Ending”                                   | Meiert Avis         |
| 2004 | „Nobody’s Home”                                     | Diane Martel        |
| 2005 | „He Wasn’t”                                         | The Malloys         |
| 2007 | „Girlfriend”                                        | The Malloys         |
| 2007 | „When You’re Gone”                                  | Marc Klasfeld       |
| 2007 | „Girlfriend” (Dr. Luke remix) (featuring Lil’ Mama) | Malcolm Jones       |
| 2007 | „Hot”                                               | Matthew Rolston     |
| 2008 | „The Best Damn Thing”                               | Wayne Isham         |
| 2010 | „Alice”                                             | Dave Meyers         |
| 2010 | „What the Hell”                                     | Marcus Raboy        |
| 2011 | „Smile”                                             | Shane Drake         |
| 2011 | „Wish You Were Here”                                | Dave Meyers         |
| 2012 | „Goodbye”                                           | Mark Liddell        |
| 2013 | „Here’s To Never Growing Up”                        | Martin Johnson      |
| 2013 | „Rock N Roll”                                       | Chris Marrs Pilierd |